# Ituglanis inusitatus
Ituglanis inusitatus es una especie de pez silúrido de agua dulce del género Ituglanis de la familia de los tricomictéridos. Habita en cursos fluviales del centro-este de Sudamérica. 

## Taxonomía
Esta especie fue descrita originalmente en el año 2017 por los ictiólogos Juliano Ferrer y Laura M. Donin.
Localidad tipo
La localidad tipo referida es: “arroyo São João, afluente del río Ibicuí, perteneciente a la cuenca del río Uruguay, en las coordenadas: 29°46′52″S 55°24′56″O / -29.78111, -55.41556, a una altitud de 92 msnm, municipio de Alegrete, estado de Río Grande del Sur, Brasil”.
Holotipo
El ejemplar holotipo designado es el catalogado como UFRGS 21829; se trata de un espécimen adulto el cual midió 62,2 mm de longitud estándar. Fue colectado, junto con otros dos ejemplares, por C. Hartmann, T. Guimarães, R. Dala-Corte, M. Dalmolin y L. Poldgaiski el 28 de octubre de 2013. El método de captura fue el de pesca eléctrica. Se encuentra depositado en la colección de ictiología del Departamento de Zoología de la Universidad Federal de Río Grande del Sur (UFRGS), ubicada en la ciudad de Porto Alegre.
Etimología
Etimológicamente el término genérico Ituglanis se construye con palabras en el idioma griego, en donde: itys, ityos significa ‘círculo’ y glanis identifica a un ‘siluriforme’.
El epíteto específico inusitatus, referido como un adjetivo, viene de dicha palabra en latín, la que significa ‘inusual’, ‘raro’, haciendo alusión al descubrimiento de la especie.
Caracterización y relaciones filogenéticas
Ituglanis inusitatus se caracteriza por poseer un menor número de costillas y un patrón de coloración exclusivo en los lados del cuerpo, compuesto por un fondo marrón-rojizo sobre el cual se disponen manchas negras redondeadas de un tamaño equivalente al de su ojo.

## Distribución y hábitat
Ituglanis inusitatus solo ha sido localizado en 4 localidades del estado de Río Grande del Sur, en el sur de Brasil, correspondientes a las cuencas de los ríos Ibicuí y Butuí, afluentes por la margen izquierda (oriental) del río Uruguay Medio, el cual es parte de la cuenca del Plata, cuyas aguas se vuelcan en el océano Atlántico Sudoccidental por intermedio del Río de la Plata. Ecorregionalmente este pez constituye un endemismo de la ecorregión de agua dulce Uruguay inferior.
El arroyo São João (la localidad típica de este pez) se encuentra marginado por vegetación ribereña en buen estado de conservación, discurriendo por una región de pastizales correspondientes a la ecorregión terrestre sabana uruguayense. El lecho de su cauce es mayormente de arena (con granulación de 0,6 a 2,0 mm) sobre la cual descansaban algunas hojas y ramas caídas. La velocidad del agua era moderada; la temperatura de la misma fue de 20,4 °C; el oxígeno disuelto fue de 6,85 mg/L); el pH fue de 5,76 y la conductividad específica fue de 22,7 μS/cm.
Se encontró a Ituglanis inusitatus conviviendo con las siguientes especies de peces: Bryconamericus iheringii, Bunocephalus doriae, Crenicichla lepidota, Eigenmannia trilineata, Hisonotus charrua, Phalloceros caudimaculatus, Pseudohemiodon laticeps, Rineloricaria stellata y Scleronema operculatum.
Es la única especie del género Ituglanis en afluentes de ese tramo del río Uruguay, ubicándose las otras dos en afluentes o de aguas abajo (I. australis) o de aguas arriba (Ituglanis sp.).

## Conservación
Si bien este pez se conoce de sólo 4 localidades que poseen biotopos marginados por vegetación ribereña bien preservada, en donde incluso parece ser raro, los autores recomendaron que, según los lineamientos para discernir el estatus de conservación de los taxones —los que fueron estipulados por la organización internacional dedicada a la conservación de los recursos naturales Unión Internacional para la Conservación de la Naturaleza (IUCN)—, en la obra Lista Roja de Especies Amenazadas Ituglanis inusitatus sea clasificada como una especie bajo “preocupación menor” (LC).